# Призвание апостола Матфея (картина Карпаччо)
Призвание апостола Матфея (итал. Vocazione di san Matteo) — картина венецианского художника Витторе Карпаччо. Хранится в Венеции, в Скуоле ди Сан-Джорджо дельи Скьявони.

### История создания
Скуола ди Сан-Джорджо дельи Скьявони («Schiavoni» на венецианском диалекте означает «славяне») была основана в 1451 году выходцами из Далмации, в основном моряками и ремесленниками славянского происхождения. В 1502 году Витторе Карпаччо получил от Скуолы заказ на несколько картин для украшения зала собраний братства — Альберго (итал. Albergo). В том же году художник закончил два полотна — «Молитва в Гефсиманском саду» и «Призвание апостола Матфея», а затем приступил к созданию картин, посвященных житию святых покровителей братства — Георгия, Трифона и Иеронима. В середине XVI века после реконструкции здания полотна Карпаччо были перемещены из зала Альберго на втором этаже в часовню на первом.

### Сюжет и описание картины
В Евангелии от Матфея сюжету картины посвящено лишь несколько слов:

Проходя оттуда, Иисус увидел человека, сидящего у сбора пошлин, по имени Матфея, и говорит ему: следуй за Мною. И он встал и последовал за Ним.
— Мф. 9:9
На картине Матфей, мытарь из библейского Капернаума, одетый в роскошные одеяния, по зову Христа покидает лавку и всецело предаётся своему Учителю. Художник наполняет сцену деталями знакомого ему венецианского быта. Слева за двумя колоннами можно увидеть интерьер лавки менялы с приколотыми к доске денежными расписками. На прилавке совок, которым собирают монеты и ссыпают их в мешки. На заднем плане возвышается башня с аркой, ведущей в укрепленный город. Схожие постройки можно было увидеть на венецианской Терраферме .
На одной из колонн изображён герб дарителя. Такой же герб и на картине «Молитва в Гефсиманском саду».
По своему цветовому решению полотно сходно с последними частями цикла «История святой Урсулы», а композицией — c «Чудом святого Марка» Чимы де Конельяно.